# Јоханискирхен
Јоханискирхен (њем. Johanniskirchen) општина је у њемачкој савезној држави Баварска. Једно је од 31 општинског средишта округа Ротал-Ин. Према процјени из 2010. у општини је живјело 2.453 становника. Посједује регионалну шифру (AGS) 9277126.

## Географски и демографски подаци
Јоханискирхен се налази у савезној држави Баварска у округу Ротал-Ин. Општина се налази на надморској висини од 330–450 метара. Површина општине износи 40,6 km². У самом мјесту је, према процјени из 2010. године, живјело 2.453 становника. Просјечна густина становништва износи 60 становника/km².